# Journal of Polymer Science
Das Journal of Polymer Science (nach ISO 4 abgekürzt J. Polym. Sci.) ist eine wissenschaftliche Fachzeitschrift, die vom Wiley-Verlag im Peer-Review-Verfahren veröffentlicht wird. Die erste Ausgabe erschien im Jahr 1946 unter dem damaligen Chefredakteur Hermann F. Mark. Derzeit erscheint die Zeitschrift alle zwei Wochen. Es werden Artikel veröffentlicht, die sich mit Grundlagen der Polymerchemie beschäftigen. Im Jahr 1962 wurde die Zeitschrift auf mehrere Publikationen aufgeteilt, 2020 jedoch wieder in einem Journal vereint.

## Geschichte
Von 1946 bis 1962 erschien das Journal of Polymer Science, das ab 1963 in das Journal of Polymer Science Part A: General Papers, das Journal of Polymer Science Part B: Polymer Letters und das Journal of Polymer Science Part C: Polymer Symposia aufgeteilt wurde. Part A wurde 1966 weiter aufgeteilt auf das Journal of Polymer Science Part A-1: Polymer Chemistry und das Journal of Polymer Science Part A-2: Polymer Physics. 1972/73 erfolgte eine Umorganisation. Fortan erschienen das Journal of Polymer Science: Polymer Physics Edition, das Journal of Polymer Science: Polymer Letters Edition, das Journal of Polymer Science: Polymer Chemistry Edition, und das Journal of Polymer Science: Polymer Symposia. 1986 kam es zur nächsten Umstrukturierung: Bis 2019 erschienen das Journal of Polymer Science Part A: Polymer Chemistry und das Journal of Polymer Science Part B: Polymer Physics, sowie bis 1990 das Journal of Polymer Science Part C: Polymer Letters. Seit 2020 erscheint mit dem Journal of Polymer Science wieder lediglich eine Publikation.